# Saint-Alban-de-Roche
 Saint-Alban-de-Roche  es una población y comuna francesa, en la región de Ródano-Alpes, departamento de Isère, en el distrito de La Tour-du-Pin y cantón de Bourgoin-Jallieu-Sud.

## Demografía
| 941 | 944 | 1070 | 1289 | 1545 | 1760 | 1837 | 1881 | 1807 | 1908 | 2130 | 2113 |
| Para los censos de 1962 a 1999 la población legal corresponde a la población sin duplicidades (Fuente: INSEE [Consultar]) |     |      |      |      |      |      |      |      |      |      |      |